# Klimkówka (powiat limanowski)
Klimkówka – osada w Polsce, położona w województwie małopolskim, w powiecie limanowskim, w gminie Mszana Dolna.
W latach 1975–1998 miejscowość administracyjnie należała do województwa nowosądeckiego.